# Vestprovinsen (Kenya)
Vestprovinsen  (engelsk Western Province, swahili Mkoa wa Magharibi) er en af Kenyas otte provinser. Befolkningen anslås til 4.348.746 indbyggere (2008), med et areal på 8.361 kvadratkilometer. Den administrative hovedstad er Kakamega. Blandt andre byer er Buchinga. 
Det højeste punkt i provinsen er toppen af Mount Elgon, og det laveste i byen Busia ved grænsen til Uganda, og ved Lake Victoria.
I provinsen ligger nationalparken Mount Elgon.

## Eksterne kilder og henvisninger
1. ↑  "Kenya National Bureau of Statistics, Population projections by province/district". Arkiveret fra originalen 7. juni 2009. Hentet 23. oktober 2011.
2. ↑  Statoids, Provinces of Kenya

- Wikimedia Commons har flere filer relateret til Vestprovinsen (Kenya)

0°20′N 34°35′Ø / 0.333°N 34.583°Ø